# Brodiaea
Brodiaea is een geslacht van planten uit de aspergefamilie (Asparagaceae), afkomstig van de westkust van de Verenigde Staten, vooral uit het noorden van Californië. De planten bloeien tijdens de herfst.
De bloemen worden gebruikt als snijbloem.

## Soorten, ondersoorten en variëteiten
- Brodiaea appendiculata
- Brodiaea californica
  - Brodiaea californica var. californica
  - Brodiaea californica var. leptandra
- Brodiaea coronaria
  - Brodiaea coronaria subsp. coronaria
  - Brodiaea coronaria subsp. rosea
- Brodiaea elegans
  - Brodiaea elegans subsp. elegans
  - Brodiaea elegans subsp. hooveri
- Brodiaea filifolia
- Brodiaea insignis
- Brodiaea jolonensis
- Brodiaea kinkiensis
- Brodiaea minor
- Brodiaea orcuttii
- Brodiaea pallida
- Brodiaea purdyi
- Brodiaea santarosae
- Brodiaea stellaris
- Brodiaea terrestris
  - Brodiaea terrestris subsp. kernensis
  - Brodiaea terrestris subsp. terrestris

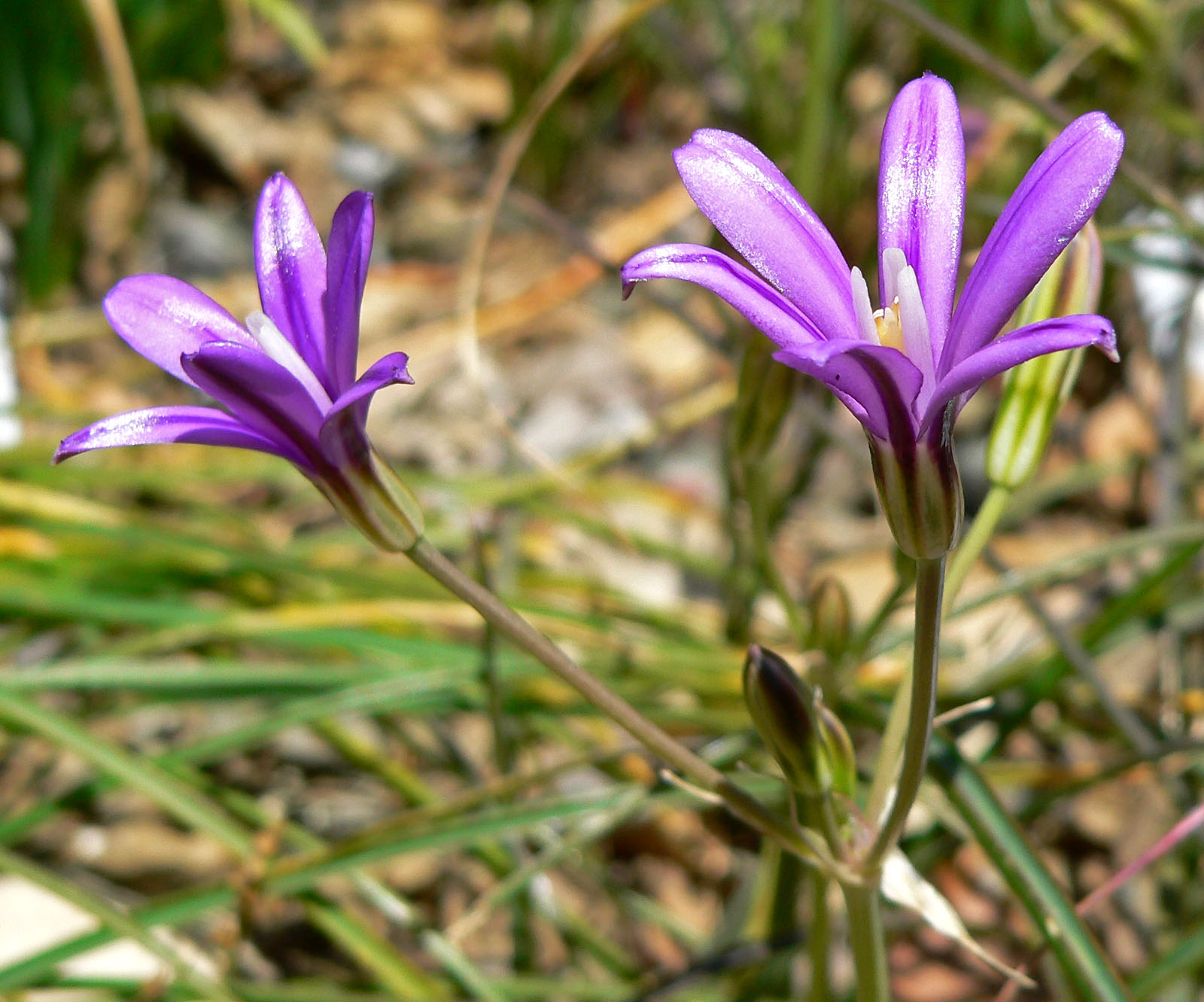
Brodiaea appendiculata
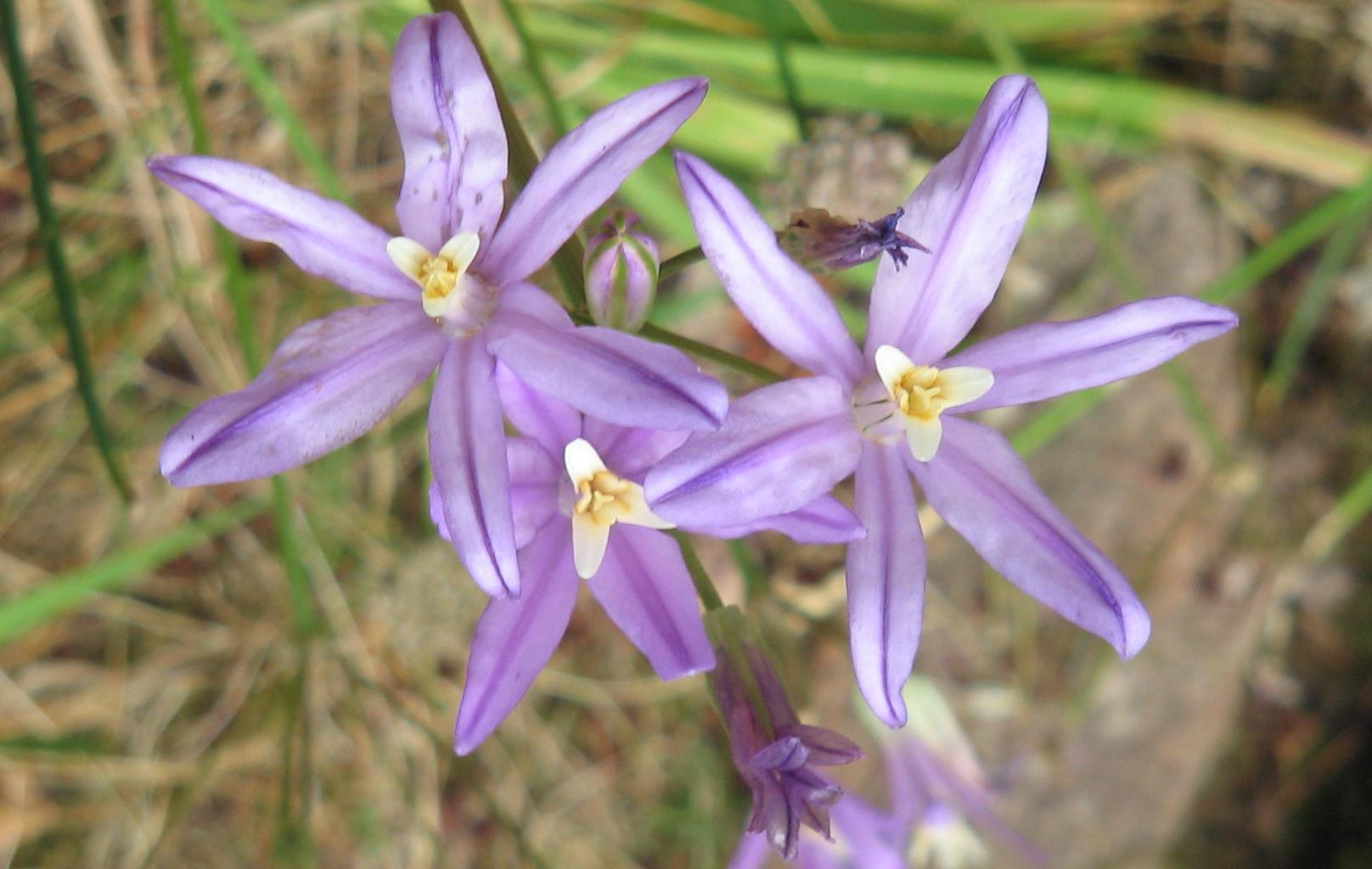
Brodiaea californica
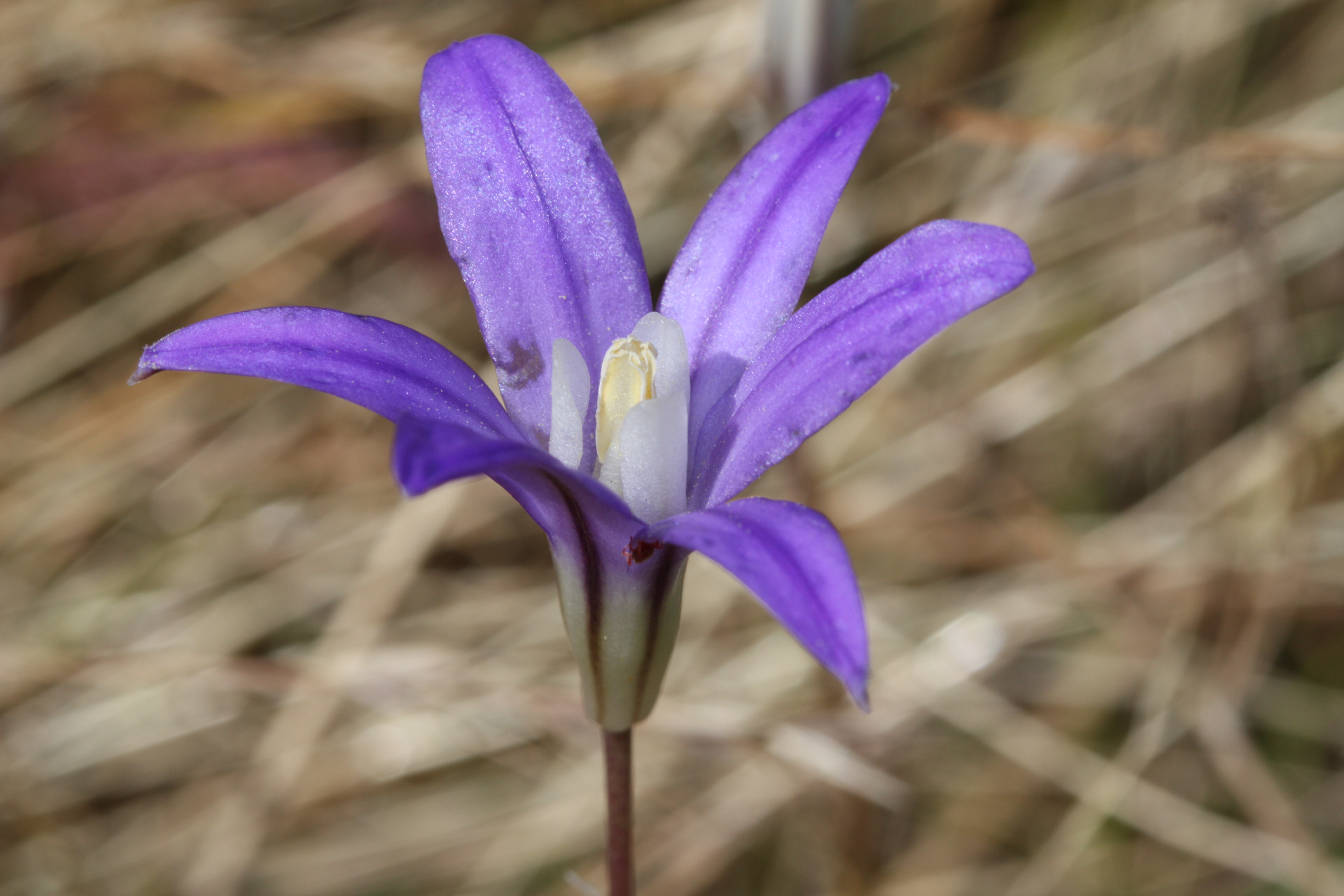
Brodiaea coronaria
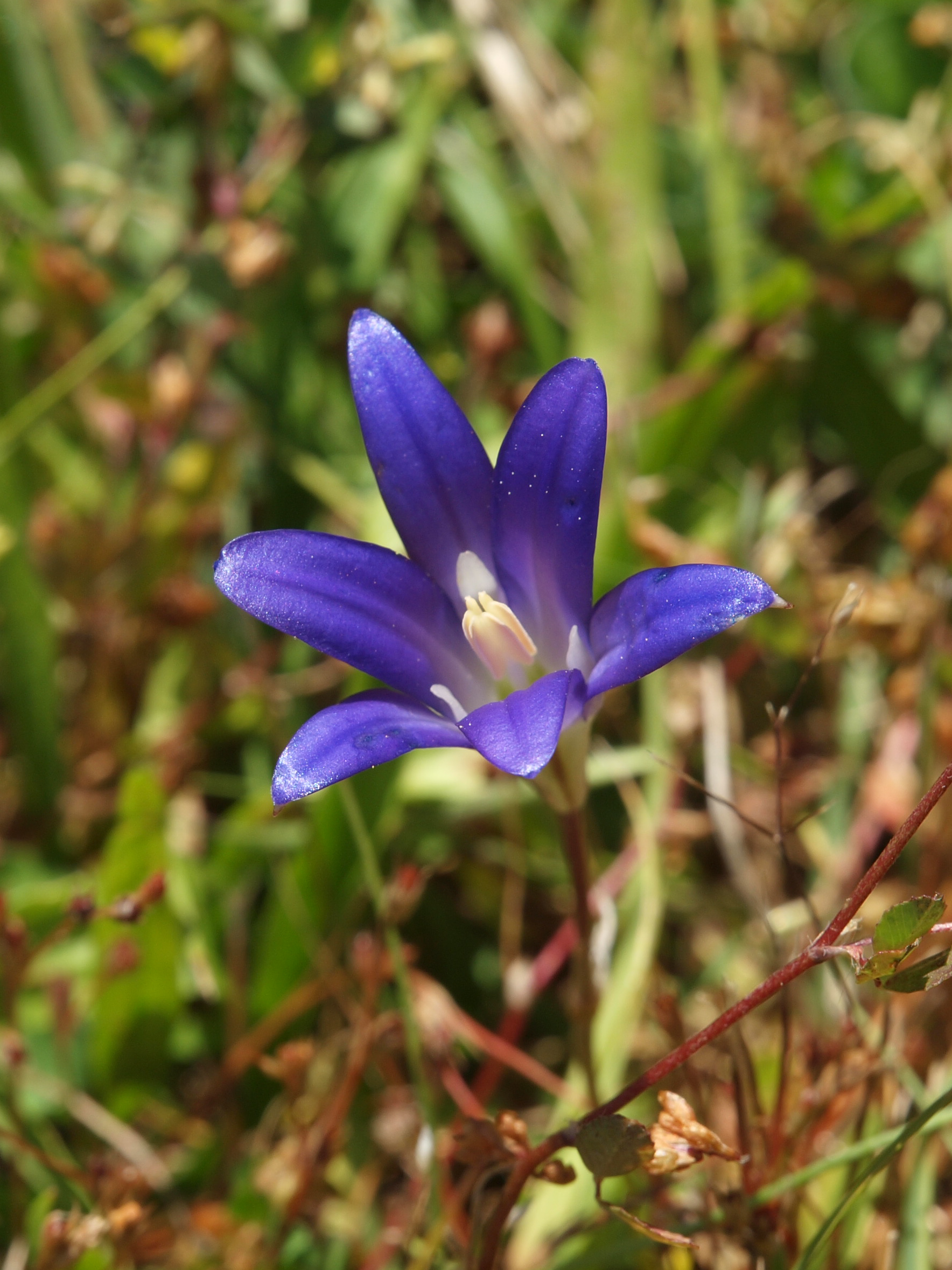
Brodiaea elegans
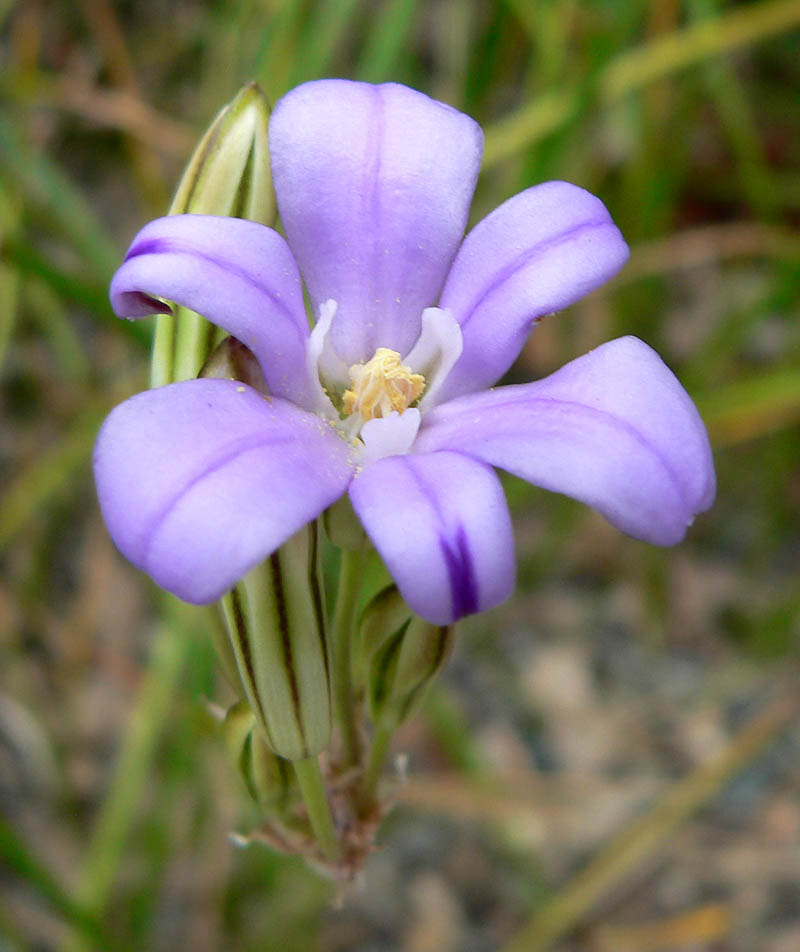
Brodiaea kinkiensis
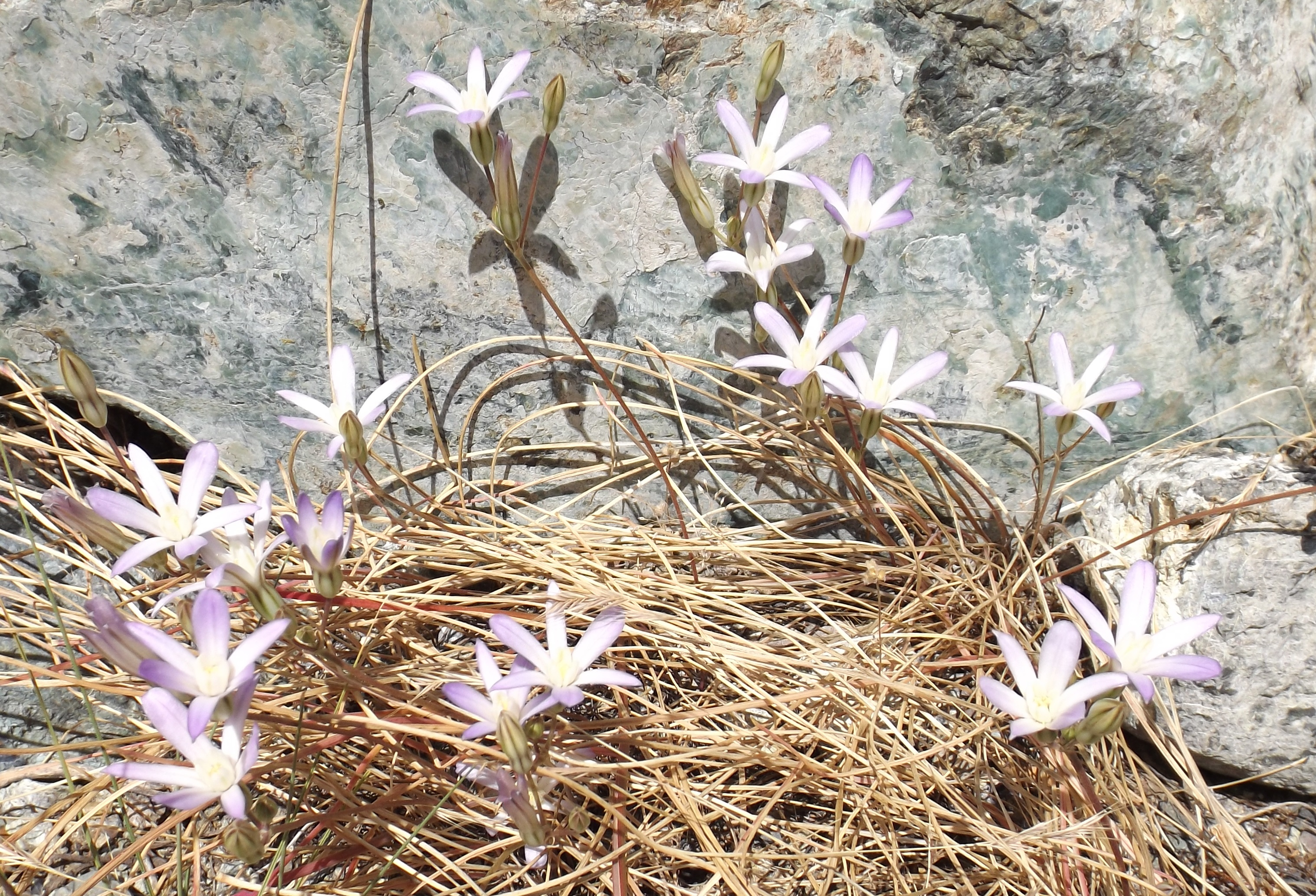
Brodiaea pallida
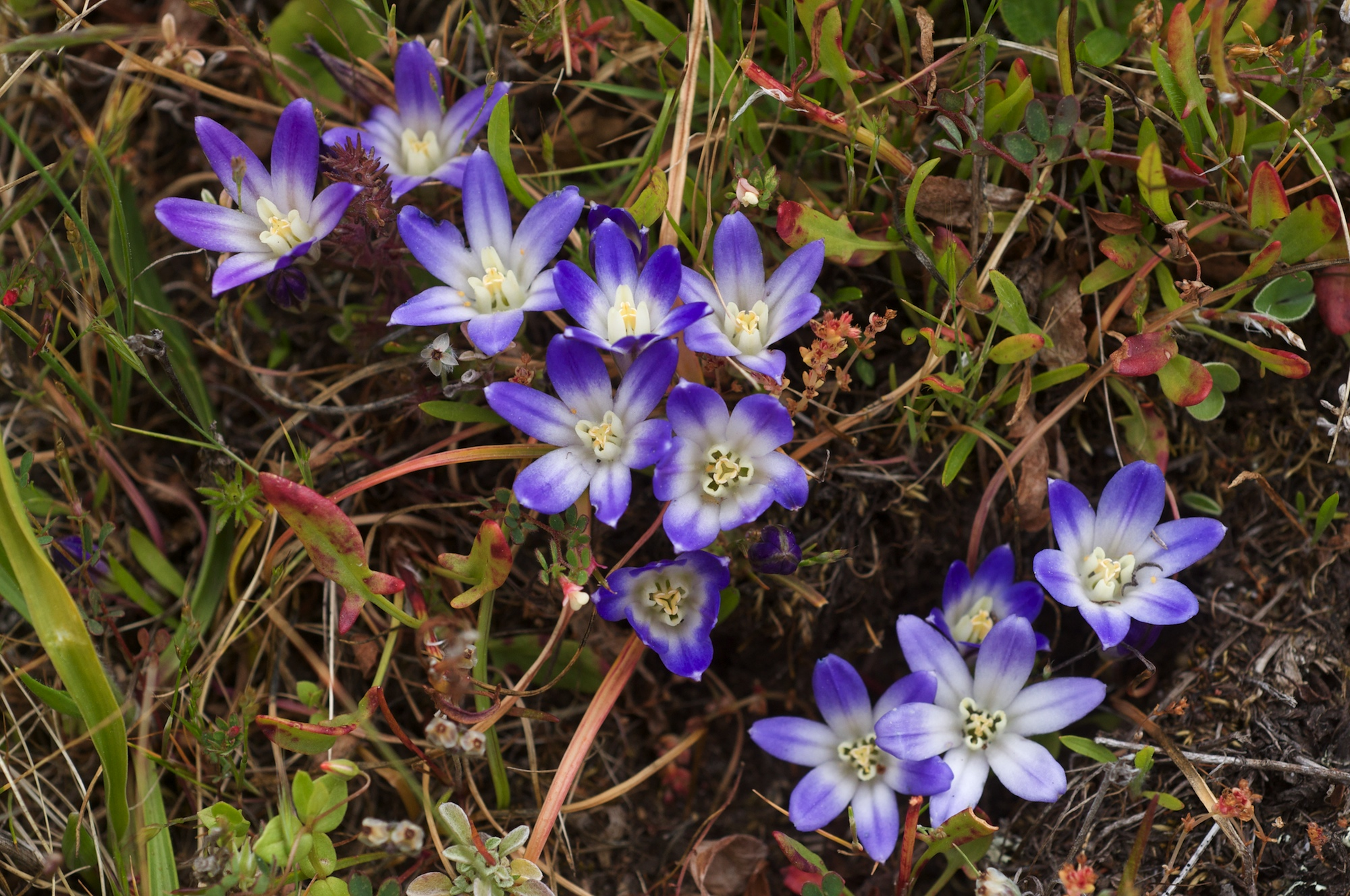
Brodiaea terrestris subsp. terrestris